# Vraneši
Vraneši (szerbül: Вранеши), település Szerbiában, a Raškai körzet Vrnjačka Banja-i községében.

## Népesség
- 1948-ban 1 409 lakosa volt.
- 1953-ban 1 415 lakosa volt.
- 1961-ben 1 432 lakosa volt.
- 1971-ben 1 487 lakosa volt.
- 1981-ben 1 550 lakosa volt.
- 1991-ben 1 529 lakosa volt.
- 2002-ben 1 418 lakosa volt, akik közül 1 271 szerb (89,63%), 6 montenegrói, 2 román, 1 albán és 137 ismeretlen (9,66%).